# Elisabetta Sofia di Brandeburgo
Elisabetta Sofia di Hohenzollern (Cölln, 5 aprile 1674 – Römhild, 22 novembre 1748) è stata una principessa del Brandeburgo.

## Biografia
Elisabetta Sofia nascque da Federico Guglielmo I, Elettore di Brandeburgo e Sofia Dorotea di Schleswig-Holstein-Sonderburg-Glücksburg. Sposò il 29 aprile 1691 suo cugino, il Duca Federico Casimiro Kettler di Curlandia (1650–1698). Il matrimonio fu combinato rafforzare i legami tra le due famiglie, già unita tramite le nozze della zia di Elisabetta Sofia, Luisa Carlotta di Brandeburgo, con Giacomo Kettler; nel 1703 suo fratello Alberto Federico avrebbe sposato la figlia di suo marito, Maria Dorotea di Curlandia. Quando suo marito morì nel 1698, Elisabetta Sofia divenne tutore-reggente congiunto insieme con il suo ex cognato Ferdinando. Nel gennaio del 1701, Elisabetta Sofia lasciò la Curlandia, suo figlio e la figliastra per la corte di suo fratello a Berlino. Nel 1703, fu formalmente privata della custodia di suo figlio e della reggenza. In seguito le fu data una indennità russa da Anna di Russia.
Sposò a Potsdam il 30 marzo 1703 Cristiano Ernesto di Brandeburgo-Bayreuth, divenendone la terza moglie. Ebbe molta influenza politica presso il marito, instaurando un governo filo-prussiano. Convinse il marito a comprarle il castello di Erlangen, dove soggiornò e contribuì a incrementare enormemente il debito pubblico.
Non diede alcun figlio a Cristiano Ernesto e rimase vedova nel 1712.
Il 3 giugno 1714 a Ehrenburg sposò in terze nozze il duca Ernesto Luigi I di Sassonia-Meiningen. Anche da questo matrimonio non ebbe figli.
Elisabetta morì nella sua residenza presso il castello di Glücksburg a 74 anni e venne sepolta a Meiningen.

## Discendenza
Diede al marito due figli:
- Federico Guglielmo (Mitau, 19 luglio 1692-Kippinghof, 21 gennaio 1711), successore del padre;
- Leopoldo Carlo (14 dicembre 1693-21 luglio 1697).

## Ascendenza
|                                                           |                                           |                                     | Genitori                            |  |  | Nonni |  |  | Bisnonni                           |  |  | Trisnonni                              |  |
|                                                           |                                           |                                     |                                     |  |  |       |  |  | Giovanni Sigismondo di Brandeburgo |  |  | Gioacchino III Federico di Brandeburgo |  |
|                                                           |                                           |                                     |                                     |  |  |       |  |  | Giovanni Sigismondo di Brandeburgo |  |  | Gioacchino III Federico di Brandeburgo |  |
|                                                           |                                           | Caterina di Brandeburgo-Küstrin     |                                     |  |  |       |  |  | Giovanni Sigismondo di Brandeburgo |  |  |                                        |  |
| Giorgio Guglielmo di Brandeburgo                          |                                           |                                     |                                     |  |  |       |  |  | Giovanni Sigismondo di Brandeburgo |  |  |                                        |  |
|                                                           |                                           | Anna di Prussia                     | Alberto Federico di Prussia         |  |  |       |  |  |                                    |  |  |                                        |  |
|                                                           |                                           | Anna di Prussia                     | Alberto Federico di Prussia         |  |  |       |  |  |                                    |  |  |                                        |  |
|                                                           |                                           | Anna di Prussia                     | Maria Eleonora di Jülich-Kleve-Berg |  |  |       |  |  |                                    |  |  |                                        |  |
| Federico Guglielmo I di Brandeburgo                       |                                           | Anna di Prussia                     |                                     |  |  |       |  |  |                                    |  |  |                                        |  |
|                                                           |                                           | Federico IV Elettore Palatino       | Ludovico VI del Palatinato          |  |  |       |  |  |                                    |  |  |                                        |  |
|                                                           |                                           | Federico IV Elettore Palatino       | Ludovico VI del Palatinato          |  |  |       |  |  |                                    |  |  |                                        |  |
|                                                           |                                           | Federico IV Elettore Palatino       | Elisabetta d'Assia                  |  |  |       |  |  |                                    |  |  |                                        |  |
| Elisabetta Carlotta di Wittelsbach-Simmern                |                                           | Federico IV Elettore Palatino       |                                     |  |  |       |  |  |                                    |  |  |                                        |  |
|                                                           |                                           | Luisa Giuliana di Nassau            | Guglielmo I d'Orange                |  |  |       |  |  |                                    |  |  |                                        |  |
|                                                           |                                           | Luisa Giuliana di Nassau            | Guglielmo I d'Orange                |  |  |       |  |  |                                    |  |  |                                        |  |
|                                                           |                                           | Luisa Giuliana di Nassau            | Carlotta di Borbone-Montpensier     |  |  |       |  |  |                                    |  |  |                                        |  |
| Elisabetta Sofia di Brandeburgo                           |                                           | Luisa Giuliana di Nassau            |                                     |  |  |       |  |  |                                    |  |  |                                        |  |
|                                                           | Giovanni di Schleswig-Holstein-Sonderburg | Cristiano III di Danimarca          |                                     |  |  |       |  |  |                                    |  |  |                                        |  |
|                                                           | Giovanni di Schleswig-Holstein-Sonderburg | Cristiano III di Danimarca          |                                     |  |  |       |  |  |                                    |  |  |                                        |  |
|                                                           | Giovanni di Schleswig-Holstein-Sonderburg | Dorotea di Sassonia-Lauenburg       |                                     |  |  |       |  |  |                                    |  |  |                                        |  |
| Filippo di Schleswig-Holstein-Sonderburg-Glücksburg       | Giovanni di Schleswig-Holstein-Sonderburg |                                     |                                     |  |  |       |  |  |                                    |  |  |                                        |  |
|                                                           |                                           | Elisabetta di Brunswick-Grubenhagen | Ernesto III di Sassonia-Grubenhagen |  |  |       |  |  |                                    |  |  |                                        |  |
|                                                           |                                           | Elisabetta di Brunswick-Grubenhagen | Ernesto III di Sassonia-Grubenhagen |  |  |       |  |  |                                    |  |  |                                        |  |
|                                                           |                                           | Elisabetta di Brunswick-Grubenhagen | …                                   |  |  |       |  |  |                                    |  |  |                                        |  |
| Sofia Dorotea di Schleswig-Holstein-Sonderburg-Glücksburg |                                           | Elisabetta di Brunswick-Grubenhagen |                                     |  |  |       |  |  |                                    |  |  |                                        |  |
|                                                           |                                           | Francesco II di Sassonia-Lauenburg  | Francesco I di Sassonia-Lauenburg   |  |  |       |  |  |                                    |  |  |                                        |  |
|                                                           |                                           | Francesco II di Sassonia-Lauenburg  | Francesco I di Sassonia-Lauenburg   |  |  |       |  |  |                                    |  |  |                                        |  |
|                                                           |                                           | Francesco II di Sassonia-Lauenburg  | Sibilla di Sassonia-Freiberg        |  |  |       |  |  |                                    |  |  |                                        |  |
| Sofia Edvige di Sassonia-Lauenburg                        |                                           | Francesco II di Sassonia-Lauenburg  |                                     |  |  |       |  |  |                                    |  |  |                                        |  |
|                                                           |                                           | Maria di Brunswick-Wolfenbüttel     | Giulio di Brunswick-Lüneburg        |  |  |       |  |  |                                    |  |  |                                        |  |
|                                                           |                                           | Maria di Brunswick-Wolfenbüttel     | Giulio di Brunswick-Lüneburg        |  |  |       |  |  |                                    |  |  |                                        |  |
|                                                           |                                           | Maria di Brunswick-Wolfenbüttel     | Edvige di Brandeburgo               |  |  |       |  |  |                                    |  |  |                                        |  |
|                                                           |                                           | Maria di Brunswick-Wolfenbüttel     |                                     |  |  |       |  |  |                                    |  |  |                                        |  |